# Пласа Мексико
Пласа Мексико (исп. Plaza de Toros México) — арена для боя быков в Мехико, район Бенито Хуарес. Арена расположена на перекрестке бульвара Кукулькан и авеню Бонампак, рядом со стадионом «Асуль» на площади Гарибальди.
На 2018 год считается крупнейшей в мире (на 41,262 зрителей) ареной для корриды. Диаметр арены — 43 метра, а общая площадь арены — 1452 м².

## История
В 1939 году у предпринимателя Негиб Симон появилась идея создать «Спортивный город». В огромный планируемый комплекс должны были войти теннисные корты, арена для боулинга, бассейны, боксёрские арены, фронтоны, большая арена для боя быков и футбольный стадион. Но из-за дальнейшего финансового состояния предпринимателя из проекта были выполнены только пункты арены для боя быков и футбольного стадиона. Строительство было начато 28 апреля 1944 года. Архитектором проекта арены для боя быков выступил Модесто Ролланд.
Арена была открыта 5 февраля 1946 года.

## Бои
Первая коррида на арене состоялась почти сразу же после церемонии открытия, 16 февраля 1946 года.Сезон Корриды, называемый Temporada Grande (Великий Сезон) начинается ежегодно между последним воскресеньем октября и первым воскресеньем ноября. Количество пробегов варьируется от 12 до 20.
На 2018 год бои быков на арене проводятся с марта по октябрь по средам в 15:30.

## Другие мероприятия
- 15 сентября 1984 году Висенте Фернандес провёл концерт под названием «Un Mexicano en La México» (Мексиканец в Мехико), на котором вся арена была заполнена, несмотря на дождь[6][7].
- 29 апреля 1988 года испанский певец Мигель Риос[исп.] также провёл концерт на арене, в рамках своего тура Ruedo[8].
- В 1989 году Хосе Хосе провёл 2-дневный концерт в Плаза де Торос[источник не указан 2662 дня].
- Televisa Radio занимал арены с 1997 года для проведения фестивалей «La Fiesta de la Radio»[источник не указан 2662 дня].
- В 2006 году экс-президент республики Фелипе Кальдерон выступил с благодарностью своим последователям на арене Мехико, охраняемой Федеральной превентивной полицией, Генеральным штабом президента и мексиканской армией[источник не указан 2662 дня].
- 28 января 2012 года Эспиноза Паз[исп.] провел на арене мероприятие под названием «Эспиноза Пас и его друзья», на который были приглашены Алекс Синтек, Мария Хосе, Оскар Круз, Александр Ороско и Паулина Рубио[9].
- 1 ноября 2017 года Хуан Баутиста Перес дель Бланко отметил свой 80-летний юбилей на арене[10].

## Галерея

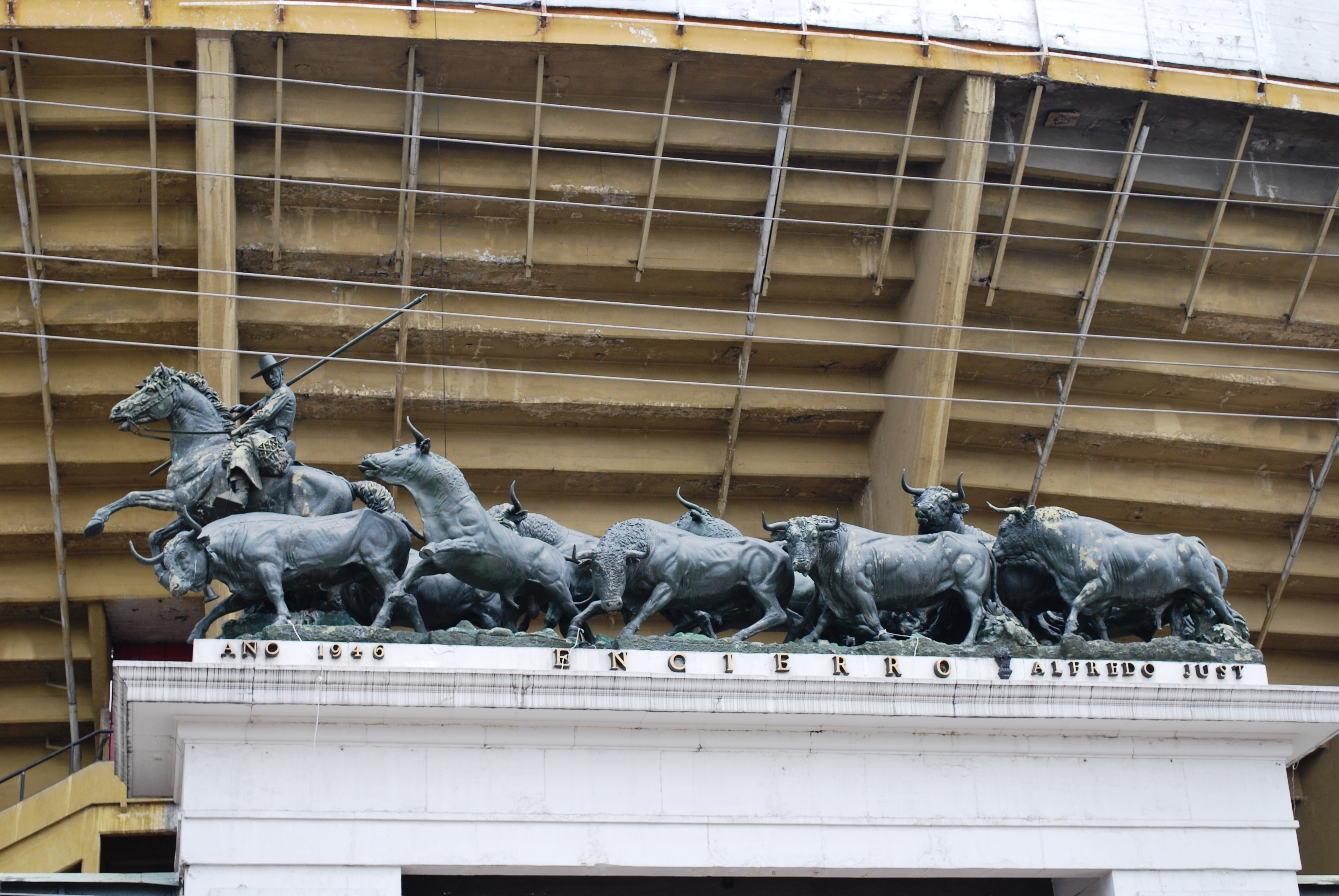
Скульптура над главными воротами
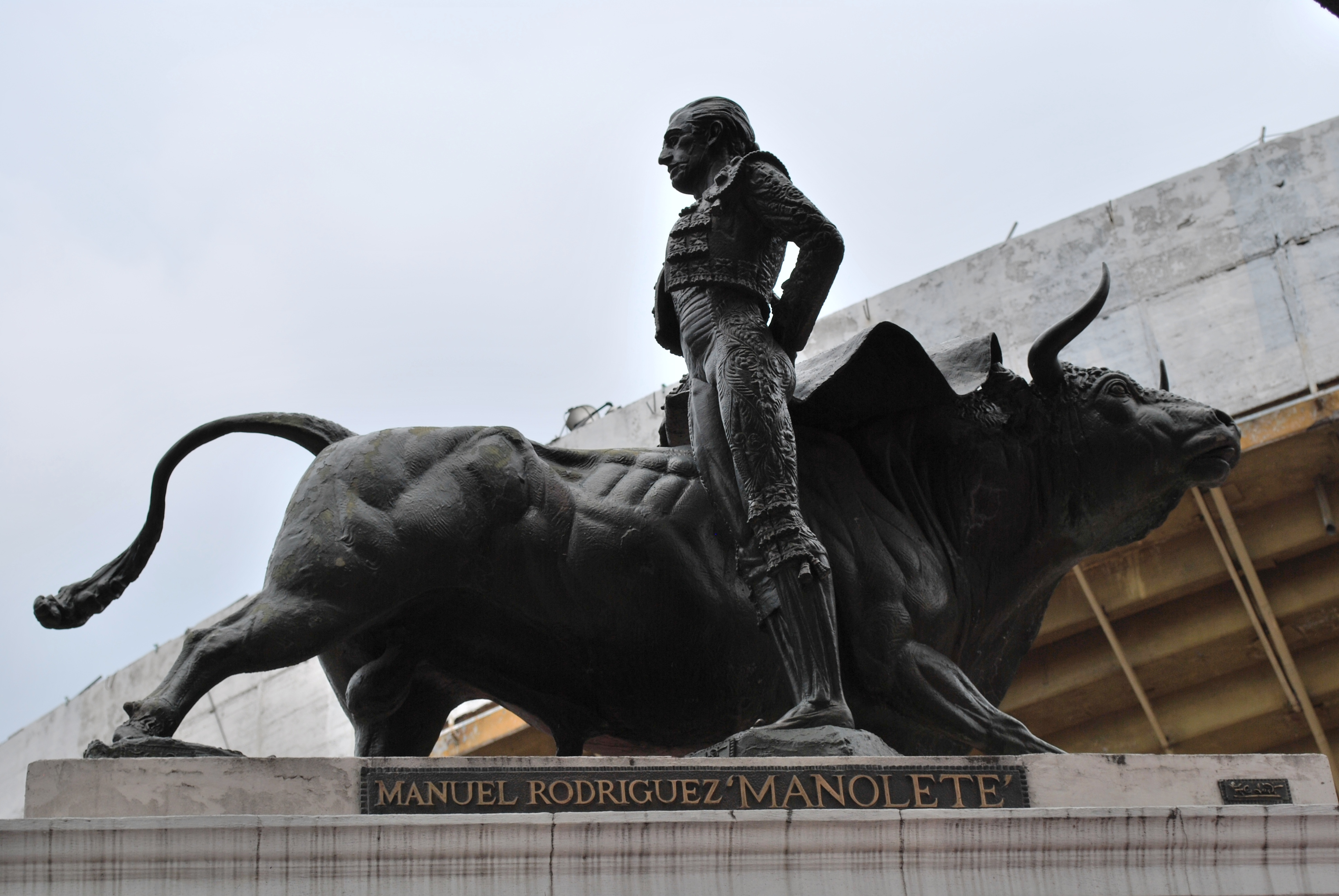
Статуя Манолете
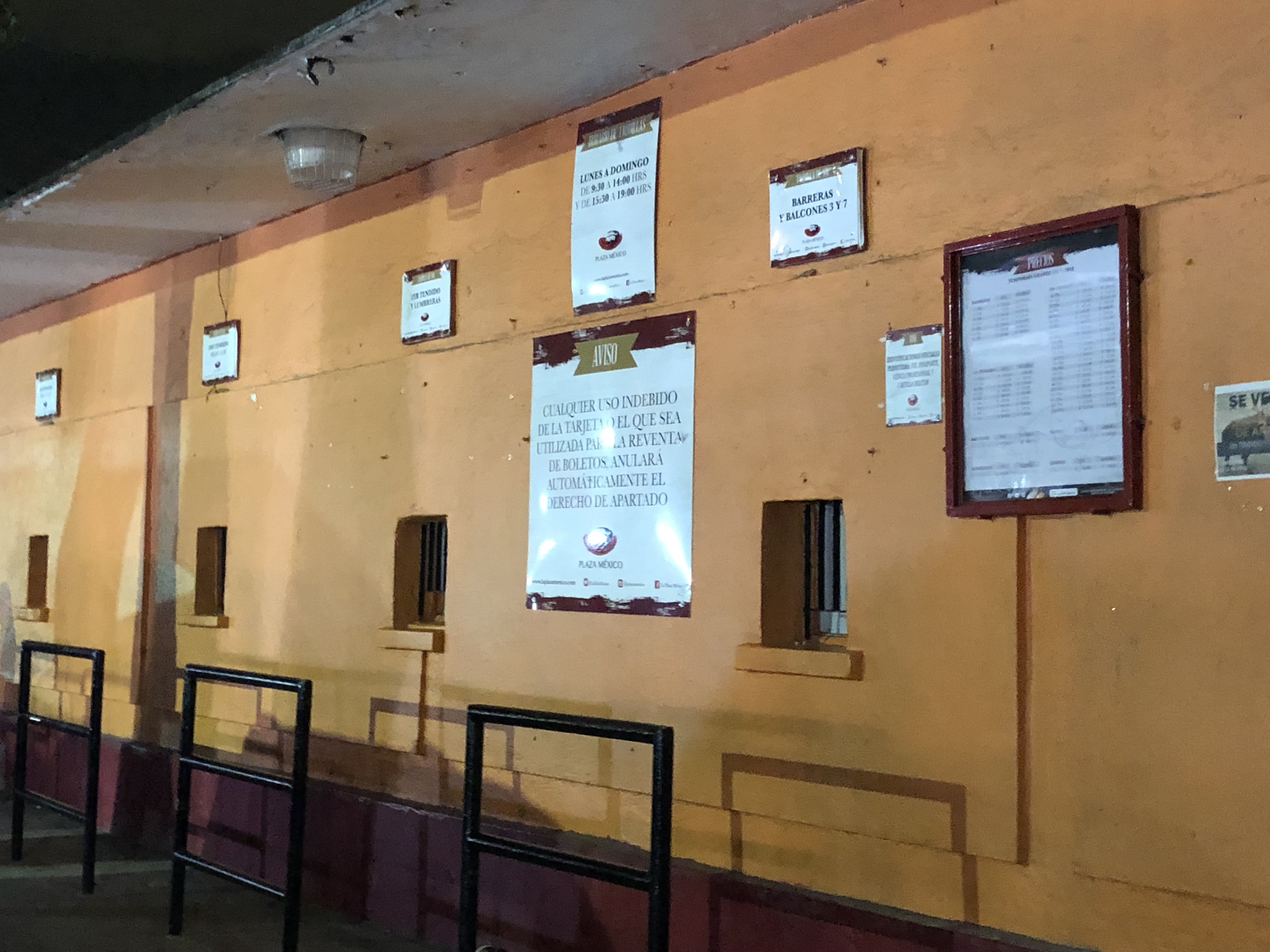
Касса
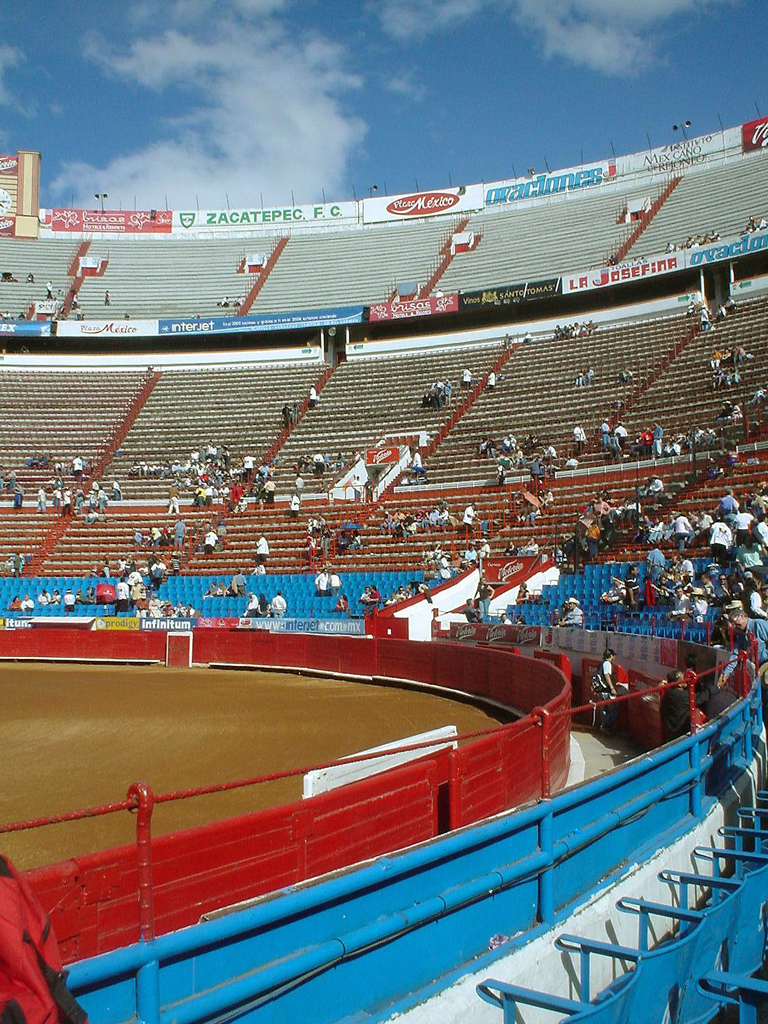
Сидячие места арены

## См.также
- Ла-Малагета (арена)
- Маэстранса (арена)
- Арена Лас-Вентас